# Cimolais
Cimolais là một đô thị ở tỉnh Pordenone trong vùng Friuli-Venezia Giulia, có cự ly khoảng 130 km về phía tây bắc của Trieste và khoảng 40 km về phía tây bắc của Pordenone. Tại thời điểm ngày 31 tháng 12 năm 2004, đô thị này có dân số 462 người và diện tích là 101,1 km².
Đô thị Cimolais có các frazione (đơn vị cấp dưới) San Floriano.
Cimolais giáp các đô thị: Claut, Domegge di Cadore, Erto e Casso, Forni di Sopra, Perarolo di Cadore, Pieve di Cadore.